# Filip Oktiabrski
Filip Sergiejewicz Oktiabrski (ros. Филипп Сергеевич Октябрьский, prawdziwe nazwisko: Iwanow – Иванов; ur. 11 października?/23 października 1899 we wsi Lukszino w pobliżu Tweru, zm. 8 lipca 1969 w Sewastopolu) – radziecki admirał, uczestnik II wojny światowej, 20 lutego 1958 roku otrzymał tytuł Bohatera Związku Radzieckiego. 
Rozpoczął służbę we Flocie Bałtyckiej w listopadzie 1917 roku. Od marca 1939 do kwietnia 1943 i ponownie od marca 1944 do listopada 1948 roku był dowódcą Floty Czarnomorskiej i dowodził jej akcjami podczas obrony Sewastopola i Odessy. Po wojnie Oktiabrski był zastępcą szefa sztabu marynarki wojennej, dowódcą wszystkich morskich ośrodków treningowych, a także od 1957 do 1960 roku stał na czele Wyższej Akademii Marynarki Wojennej im. Nachimowa znajdującej się w Sewastopolu.

## Odznaczenia
- Bohater Związku Radzieckiego
- Trzy Ordery Lenina
- Trzy Ordery Czerwonego Sztandaru
- Dwa Ordery Uszakowa I klasy
- Order Nachimowa I klasy
- Order Suworowa II klasy
- Order Czerwonej Gwiazdy
- Medal „Za obronę Odessy”
- Medal „Za obronę Sewastopola”
- Medal „Za zwycięstwo nad Niemcami w Wielkiej Wojnie Ojczyźnianej 1941–1945”
- Medal jubileuszowy „Dwudziestolecia zwycięstwa w Wielkiej Wojnie Ojczyźnianej 1941–1945”
- Medal jubileuszowy „XX lat Robotniczo-Chłopskiej Armii Czerwonej”
- Medal jubileuszowy „30 lat Armii Radzieckiej i Floty”
- Medal jubileuszowy „40 lat Sił Zbrojnych ZSRR”
- Medal jubileuszowy „50 lat Sił Zbrojnych ZSRR”
- Komandor Legii Honorowej (Francja)

Jeden z krążowników typu Kresta II w hołdzie Oktiabrskiemu nazwano jego imieniem.